# 夏宗仁
夏宗仁（1476年—？），字以元，直隸廣德州建平縣人，民籍，明朝政治人物。

## 生平
應天府鄉試第一百十三名舉人。正德十二年（1517年）中式丁丑科會試第一百二十三名，登第三甲第十九名進士。吏部观政，授建安知县，閑住落職，卒。

## 家族
曾祖夏懷德；祖父夏瑛；父夏曇，母韓氏；繼母楊氏。重庆下。弟宗義、宗禮、宗智、宗知、宗美。